# Liste der Monuments historiques in Jancigny
Die Liste der Monuments historiques in Jancigny führt die Monuments historiques in der französischen Gemeinde Jancigny auf.

## Liste der Immobilien
| Bezeichnung     | Beschreibung                                | Standort               | Kennzeichnung | Schutzstatus | Datum | Bild           |
| --------------- | ------------------------------------------- | ---------------------- | ------------- | ------------ | ----- | -------------- |
| Kirche St-Léger | aus der zweiten Hälfte des 13. Jahrhunderts | Route de Talmay (Lage) | PA00112495    | Inscrit      | 1970  | weitere Bilder |

## Liste der Objekte
| Bezeichnung                  | Beschreibung                        | Standort                      | Kennzeichnung | Schutzstatus | Datum | Bild |
| ---------------------------- | ----------------------------------- | ----------------------------- | ------------- | ------------ | ----- | ---- |
| Grabstein für Claude Veillet | Kalkstein, bezeichnet 1573          | in der Kirche St-Léger (Lage) | PM21001338    | Classé       | 1964  |      |
| Taufbecken                   | Kalkstein, 15. oder 16. Jahrhundert | in der Kirche St-Léger (Lage) | PM21001339    | Classé       | 1964  |      |